# 9836 Aarseth
9836 Aarseth este o planetă minoră (asteroid), cu un diametru de 7,003 km, din centura de asteroizi. A fost descoperită pe 15 octombrie 1985 la Stația Anderson Mesa de Edward L. G. Bowell și a fost numită după Sverre Aarseth⁠(d). 
Obiectul prezintă o orbită caracterizată de o semiaxă mare de 2,6231734 UAi, o excentricitate de 0,22, o înclinație de 1,57288 ° în raport cu ecliptica.